# ネイト・アーチボルド
ナサニエル・"ネイト"・アーチボルド (Nathaniel "Nate" Archibald, 1948年9月2日 - ) は、アメリカ合衆国・ニューヨーク市ブロンクス区出身の元バスケットボール選手。ポジションはポイントガード。NBA史上唯一、得点王、アシスト王の二冠達成をした選手として知られる。その小柄な身体から、"Tiny"の愛称で親しまれた。
テキサス大学エルパソ校卒業後、1970年のNBAドラフト全体19位指名でシンシナティ・ロイヤルズ（現サクラメント・キングス）に入団。身長185cm、体重68kgと小柄ながらリーグを代表する選手として1970年代のキングスを支えた。キャリア後半はボストン・セルティックスで過ごし、1981年の優勝に貢献している。1991年には殿堂入りを果たし、NBA50周年記念オールタイムチームにも名を連ね、彼の背番号「1」はキングスの永久欠番となっている。

## 経歴

### 生い立ちと学生時代
ナサニエル・アーチボルドはアメリカ有数の貧困地区であるニューヨーク市ブロンクス区に7人兄弟の長男として生まれ、2つのベッドルームがあるだけのパターソン公営住宅で育った。アーチボルドの愛称"Tiny"の名づけ親である彼の実父は彼が13歳の頃に家族のもとを去ってしまったため、長男であるアーチボルドが家族の長として家庭を支える事になった。彼の周囲にはドラッグと暴力に溢れていたが、アーチボルドはそれらの誘惑に決して屈さず、日々バスケットゴールと向き合って過ごした。
高校に進学する頃のアーチボルドは素晴らしい技術を持ったバスケットボール選手に成長していたが、しかしとても内気な少年だったアーチボルドはチームメートとの間に信頼関係を築くことができず、デウィット・クリントン高校2年生の時に同校のバスケットボール代表チームから外されてしまった。バスケットが全てだったアーチボルドはこの件に大きくショックを受け、学校をさぼりがちになり、退学寸前にまで追いやられるが、2人の人物との出会いにより、彼は窮地から救われた。一人はシカゴやニューヨークハーレムのプレーグラウンドの管理者であるパブロ・ロバートソンであり、もう一人はマンハッタン市立大学のスポーツディレクターであるフロイド・レインである。ロバートソンはプレーグラウンドに通う才気に溢れたアーチボルドを発見し、彼の事情を知ってレインと共に高校のバスケコーチに彼をチームに復帰させるよう説得した。2人の後押しを受けたアーチボルドはデウィット・クリントン高校のバスケチームに戻り、1966年にはチームをキャプテンとして率いるまでに成長し、この年のオールシティチームに選ばれている。
大学への進学時期を控え、アーチボルドは勉学にも熱心に励んだものの、学業での成績は振るわず、名門大学からの奨学金を受けることはできなかった。そこでアリゾナ・ウェスタン・コミュニティ・カレッジに1年間通い、1967年に奨学金を得てテキサス大学エルパソ校に転校。名コーチ、ドン・ハスキンズのもとで3年間プレーし、平均20.0得点3.0リバウンドを記録した。彼がプロのスカウトから注目を浴びるようになったのはポストシーズンに開催される大学オールスターゲームでの活躍だった。アロハ・クラシックでの51得点を筆頭に、エキシビジョンゲーム5試合で平均40得点に迫る成績を残した。

### NBAキャリア

#### シンシナティ・ロイヤルズ （1970-1972）
アーチボルドは1970年のNBAドラフトで2巡目全体19位指名を受けてシンシナティ・ロイヤルズ（現サクラメント・キングス）に入団する。彼は同時にABAのダラス・チャパラルズ（現サンアントニオ・スパーズ）からも指名を受けていた。同期にはピート・マラビッチ、デイブ・コーウェンス、サム・レイシー、カルヴィン・マーフィーらがいる。
メンフィスのホテルで初めてアーチボルドと面会した当時ロイヤルズのコーチだったボブ・クージーとロイヤルズのGMは、ただでさえ童顔で、NBA選手としては小柄で細身な身長185cm、体重68kgしかないアーチボルドをベルボーイと勘違いしたものだが、彼は新シーズンで彼がどのベルボーイよりもはるかに上手く配達できることを証明する。ロイヤルズにはフリン・ロビンソンというベテランガードがいたが、彼は契約問題で揺れていたため、2巡目指名の新人アーチボルドが先発に抜擢された。アーチボルドは1970-71シーズンに平均16.0得点5.5アシストを記録。小柄なアーチボルドがNBAでも十分通用することを示したが、しかし同時にディフェンスの拙さが目立った。そして当時の彼はボールを過剰に持ち過ぎる傾向にあり、そのため多くのターンオーバーを誘発した。またNBA誕生時からある名門ロイヤルズもこの時期は低迷期に入っており、このシーズンも33勝49敗と成績は振るわなかった。
彼のターンオーバーの多さは翌1971-72シーズンに入っても改善されず、深刻なほどの量のターンオーバーを量産してしまったため、ロイヤルズのフロント陣はチームに不足していたビッグマンを補強するため、彼のトレードを考えたほどである。しかし彼らは思い留まり、アーチボルドの代わりにノーム・ヴァン・ライアーをシカゴ・ブルズにトレードに出し、6フィート10インチのジム・フォックスを獲得。また当時ロイヤルズのエースだったトム・バン・アースデールが故障で戦列を離れた。こうしてアーチボルドが活躍するためのステージは出来上がったのである。好選手ライアーとエースのアースデールが抜けたためにアーチボルドはチームのフロアリーダーとなり、高得点の試合を連発。それでもオールスターに選ばれなかったことを不服に思ったアーチボルドはオールスター明け後にさらにギアを上げ、シーズン後半に平均34.0得点という数字をたたき出し、シーズン成績平均28.2得点9.2アシスト（リーグ3位）を記録。オールNBA2ndチームに選ばれ、一躍リーグトップクラスの選手として認知されるようになった。

#### カンザスシティ=オマハ・キングス （1972-1976）
ロイヤルズは1972-73シーズン前にシンシナティからカンザスシティとネブラスカ州オマハに本拠地を移転し、カンザスシティ=オマハ・キングスに生まれ変わる。アーチボルドが得点王とアシスト王の二冠達成という、NBA史上唯一の快挙を達成したのはカンザスシティ-オマハでの1年目の時である。彼はこのシーズンに平均34.0得点11.4アシストを記録。いずれもリーグトップの数字となり、得点王とアシスト王の同時達成という金字塔を打ち立てたのである。過去にもロイヤルズの選手だったオスカー・ロバートソンが1967-68シーズンに平均得点と平均アシスト数でリーグトップに立ったことがあったが、当時のスタッツリーダーは平均ではなく通算で決められており、ロバートソンは得点王とアシスト王には認定されていない。アーチボルドの平均34.0得点は、ガードの選手が記録した数字としては当時歴代最高であり、また通算910アシストはガイ・ロジャーズの908アシストを更新する当時のNBA新記録となった。またアーチボルドはリーグトップとなる平均46.0分の出場を果たし、他にもフィールドゴール試投数、成功数、フリースロー試投数、成功数でリーグトップの数字を記録している。アーチボルドは初めてオールスターに選ばれ、さらにオールNBA1stチームにも選出された。Sporting NewsはNBA MVPにアーチボルドを選んでいる。しかしこのシーズンの彼は決してバラ色ではなかった。チーム成績は36勝46敗は前年度の30勝を上回ったものの、プレーオフには届かなかった。そしてアーチボルドの家族が彼を大きく悩ませた。弟の一人は強盗と薬物乱用の容疑で逮捕された。弟の一人が薬物の過剰摂取で幻覚に悩まされると知った時は、アーチボルドは急遽飛行機で故郷に帰った。この2人はアーチボルドが住むカンザスシティに住むことになり、兄の支援のもとリハビリテーション施設に通うことで更生している。不幸は彼の身をも襲った。1973-74シーズンに損傷したアキレス腱はアーチボルドの出場を35試合に留め、成績も平均17.6得点7.6アシストと大きく後退させた。
辛い時期を切り抜けたアーチボルドは1974-75シーズンに成績を平均26.5得点6.8アシストまで回復せ、オールNBA1stチームにも復帰。そしてアーチボルドに好センターのサム・レイシー、新加入のベテラン、ジミー・ウォーカーと戦力が整ったキングスは、アーチボルド入団以来初の勝率5割以上達成となる44勝38敗を記録し、チームにとっては8シーズンぶり、アーチボルドにとっては初となるプレーオフ進出を果たした。プレーオフでは1回戦でボブ・ラブ、元ロイヤルズのノーム・ヴァン・ライアー擁するシカゴ・ブルズに2勝4敗で敗れている。しかし"カンザスシティ・キングス"にチーム名が変わった翌1975-76シーズンは31勝51敗と大きく成績を落としてプレーオフ出場を逃し、結局キングス時代のアーチボルドがプレーオフに進めたのは1974-75シーズンの一度のみだった。アーチボルド自身は平均24.8得点7.9アシストを記録し、2年連続3度目のオールNBA1stチームに選ばれている。

#### 故障に喘ぐ日々
1976年のオフにアーチボルドはブライアン・テイラー、ジム・エーキンス、2つのドラフト指名権との交換で、故郷ニューヨークに本拠地を置くニューヨーク・ネッツにトレードされ、ロイヤルズ時代から6シーズン過ごしたキングスを去ることになった。アーチボルドは平均20.5得点7.5アシストをあげたが、34試合目に足をひどく損傷し、残りの試合を全休した。ネッツは1976-77シーズン終了後にアーチボルドをトレードで放出し、アーチボルドは1977-78シーズンをバッファロー・ブレーブスで迎えたが、再びアキレス腱を切断し、新シーズンを全休。結局彼がブレーブスのユニフォームを着てコートに立つことはなかった。

#### ボストン・セルティックス （1978-1983）
アーチボルドは1978-79シーズン前に7選手が絡んだ大型トレードに組み込まれ、ボストン・セルティックスに移籍する。当初、アーチボルドはセルティックスでのプレーに苦労した。故障明けのアーチボルドはコンディション作りが上手くいかなかったために通常よりも20ポンド重く、全盛期の動きとは程遠かった。またセルティックスはラリー・バード入団前夜でチーム改造の只中にあり、アーチボルドに与えられた役割は不明確だった。ガードのジョ・ジョ・ホワイトとは上手く共存できず、選手兼コーチのデイブ・コーウェンスとも衝突を繰り返した。アーチボルドの成績は平均11.0得点4.7アシストとなり、セルティックスも29勝53敗に沈んだ。オフになるとアーチボルドの引退が囁かれた。1980年発行のスポーツマガジンでは、NBAゼネラルマネージャーの一人が「彼は30歳、評判も良くないし、契約内容も大きい。彼は彼のゲームに負けたようだ」と、アーチボルドをすでに終わった選手として扱った。一方、セルティックスは来る1980年代に向けた準備に忙しかった。新オーナーにハリー・マングリアン、新ヘッドコーチにビル・フィッチとフロント・コーチ陣は一新され、そしていよいよ大型新人ラリー・バードが入団。ジョ・ジョ・ホワイトは放出され、M.L.カーが加入し、コーチ職から解放されたデイブ・コーウェンスは選手として集中することができた。着々と新時代への準備を進めるセルティックスに一人取り残されたアーチボルドは、1980年の夏、南ブロンクスに戻っていた。彼はチャリティー活動として貧困地区の若者を支援するために故郷に戻ってきたのだが、この時救われたのはアーチボルド自身だった。彼が少年の頃に通い詰めたパターソン・プレーグラウンドでの出来事を、後にアーチボルドはこう語っている。「私のキャリアで最もフラストレーションが溜まっていた時、私は故郷にいた。そして私に助言をしてくれたのは子供たちだったんだ。彼らはこう言った。『心配しないで、タイニー。落ち込まないで。あなたならできるから。セルティックスはあなたのことを必要としている』と。私は彼らのことを決して忘れない」。
アーチボルドはまったく新しい姿で1979-80シーズンのコートに現れた。セルティックスにはラリー・バード、セドリック・マクスウェル、デイブ・コーウェンスらが居たため、アーチボルドにはキングス時代のようなスコアラーとしての役割は求められなかった。しかしアーチボルドにはまだ優れたパスセンスという才能があった。彼は優秀なプレーメーカーとなり、将軍のようにチームのオフェンスを操った。アーチボルドのシーズン成績は平均14.1得点8.4アシストを記録。平均得点は全盛期の半分以下となったが、平均アシストはリーグ2位の好成績となり、4年ぶりにオールスターにも復帰した。バードの加入にアーチボルドの復活と好条件が幾つも揃ったセルティックスはNBA史上最も劇的な復活劇の一つとされるシーズンを送り、前年度の倍以上の勝ち星となる61勝21敗の成績を収め、アーチボルドは2度目のプレーオフ進出を経験した。
1980-81シーズンはアーチボルドのキャリアの中でも最も輝いたシーズンの一つとなった。アーチボルドは平均13.8得点7.7アシストを記録、ロバート・パリッシュ、ケビン・マクヘイルを獲得したセルティックスも好調の62勝20敗の成績を収め、チームの司令塔であるアーチボルドはオールNBA2ndチームに選ばれた。さらにオールスターでは控え出場ながらも9得点9アシスト5リバウンド3スティールを記録し、バードやジュリアス・アービング、カリーム・アブドゥル＝ジャバーらそうそうたるメンバーを抑えて初のオールスターMVPを受賞している。そしてプレーオフではカンファレンス決勝でアービングのフィラデルフィア・76ersを、NBAファイナルでモーゼス・マローンのヒューストン・ロケッツを破り、優勝を果たした。2年前には「終わった選手」という烙印を押されていたアーチボルドは、オールNBAチーム入りにオールスターMVP受賞、そしてチャンピオンリング獲得という誰もが羨むようなシーズンを過ごしたのである。
バード、パリッシュ、マクヘイルを揃えたセルティックスは80年代の黄金期を迎え、アーチボルドも先発ポイントガードとしてこの時期のチームを支えた。1981-82シーズンには平均12.6得点8.0アシストをあげ、2年連続オールスターに出場。1982-83シーズンには平均10.5得点6.2アシストを記録した。チームも好調だったが、プレーオフではライバルチームの76ersやミルウォーキー・バックスに破れ、優勝には届かなかった。
フリーエージェントとなったアーチボルドはミルウォーキー・バックスと契約したが、歴戦の疲れを隠せなくなり、1983-84シーズンの出場は46試合に留まり、成績も平均7.4得点3.5アシストだった。アーチボルドはこのシーズン限りで引退し、14年間のNBAキャリアに終止符を打った。

### 引退後・社会貢献
アーチボルドは引退する前の3年間、オフシーズンを利用して母校テキサス・エルパソ大学に通い、学士号を取得した。1990年にはフォーダム大学の夜間学校に通い、教育関連の研究分野で修士学位を取得している。引退後のアーチボルドはコートから教育の世界に戦う場所を移した。バックスで引退を迎えると故郷ニューヨークに戻り、貧困地区の子供たちを対象としたバスケットクリニックを開催。日中はハーレムの公立中学校でドラッグ・カウンセラーとして働き、夜間はスポーツディレクターをしていたホームレス避難所で過ごすなど、青年教育と社会貢献に力を注いだ。彼の活動は1993年に当時のニューヨーク市長、デビッド・ディンキンスによって表彰されている。現在も熱心な活動を続けながら、博士号の取得も目指しており、もし取得に成功すれば「偉大な50人」唯一の博士となる。

## 選手像とその業績
アーチボルドはバスケットボールが巨人たちの独占的な領域となる恐れのあった時代に、素早さと賢さと創造性を備えていれば、6フィート1インチしかない小柄な選手にも常に居場所があることを証明した選手である。アーチボルドの成功以後、彼が備えていたペネトレーションとシューティング、パスの技術は、小柄な選手必須の技術となった。
クイックネスに優れたアーチボルドは果敢なペネトレーターであり、マークマンから巧みにファウルを誘ってはフリースローを差し出させた。彼はフリースロー試投数で2度、成功数で3度リーグトップに立ち、キャリア成功率も .810と高い数字を記録した。また彼はコートの至るところまで目を行き届かせる広い視野を持ち、そのパスは正確かつ鋭く、プレーメーカー、パサーとしても非常に優秀だった。特にキャリア後半のセルティックス時代には有能な司令塔として力を発揮し、1981年の優勝に大きく貢献している。

## 個人成績

### レギュラーシーズン
| シーズン     | チーム       | GP  | GS  | MPG   | FG%  | 3P%  | FT%  | RPG | APG   | SPG | BPG | PPG   |
| ------------ | ------------ | --- | --- | ----- | ---- | ---- | ---- | --- | ----- | --- | --- | ----- |
| 1970-71      | CIN KCO KCK  | 82  | –   | 35.0  | .444 | –    | .757 | 3.0 | 5.5   | –   | –   | 16.0  |
| 1971-72      | CIN KCO KCK  | 76  | –   | 43.1  | .486 | –    | .822 | 2.9 | 9.2   | –   | –   | 28.2  |
| 1972-73      | CIN KCO KCK  | 80  | –   | 46.0* | .488 | –    | .847 | 2.8 | 11.4* | –   | –   | 34.0* |
| 1973-74      | CIN KCO KCK  | 35  | –   | 36.3  | .451 | –    | .820 | 2.4 | 7.6   | 1.6 | 0.2 | 17.6  |
| 1974-75      | CIN KCO KCK  | 82  | –   | 39.6  | .456 | –    | .872 | 2.7 | 6.8   | 1.5 | 0.1 | 26.5  |
| 1975-76      | CIN KCO KCK  | 78  | –   | 40.8  | .453 | –    | .802 | 2.7 | 7.9   | 1.6 | 0.2 | 24.8  |
| 1976-77      | NYK          | 34  | –   | 37.6  | .446 | –    | .785 | 2.4 | 7.5   | 1.7 | 0.3 | 20.5  |
| 1978-79      | BOS          | 69  | –   | 24.1  | .452 | –    | .788 | 1.5 | 4.7   | 0.8 | 0.1 | 11.0  |
| 1979-80      | BOS          | 80  | 80  | 35.8  | .482 | .222 | .830 | 2.5 | 8.4   | 1.3 | 0.1 | 14.1  |
| 1980-81      | BOS          | 80  | 72  | 35.3  | .499 | .000 | .816 | 2.2 | 7.7   | 0.9 | 0.2 | 13.8  |
| 1981-82      | BOS          | 68  | 51  | 31.9  | .472 | .375 | .747 | 1.7 | 8.0   | 0.8 | 0.0 | 12.6  |
| 1982-83      | BOS          | 66  | 19  | 27.4  | .425 | .208 | .743 | 1.4 | 6.2   | 0.6 | 0.1 | 10.5  |
| 1983-84      | MIL          | 46  | 46  | 22.6  | .487 | .222 | .634 | 1.7 | 3.5   | 0.7 | 0.0 | 7.4   |
| 通算         | 通算         | 876 | 268 | 35.6  | .467 | .224 | .810 | 2.3 | 7.4   | 1.1 | 0.1 | 18.8  |
| オールスター | オールスター | 6   | 4   | 27.0  | .450 | –    | .833 | 3.0 | 6.7   | 1.8 | 0.2 | 12.3  |

### プレーオフ
| シーズン | チーム | GP | GS | MPG  | FG%  | 3P%  | FT%  | RPG | APG | SPG | BPG | PPG  |
| -------- | ------ | -- | -- | ---- | ---- | ---- | ---- | --- | --- | --- | --- | ---- |
| 1975     | KCO    | 6  | –  | 40.3 | .364 | –    | .814 | 1.8 | 5.3 | 0.7 | 0.0 | 20.2 |
| 1980     | BOS    | 9  | –  | 36.9 | .506 | .500 | .881 | 1.2 | 7.9 | 1.1 | 0.0 | 14.2 |
| 1981     | BOS    | 17 | –  | 37.1 | .450 | .000 | .809 | 1.6 | 6.3 | 0.8 | 0.0 | 15.6 |
| 1982     | BOS    | 8  | –  | 34.6 | .429 | .000 | .893 | 2.1 | 6.5 | 0.6 | 0.3 | 10.6 |
| 1983     | BOS    | 7  | –  | 23.0 | .324 | .167 | .759 | 1.4 | 6.3 | 0.3 | 0.0 | 9.6  |
| 通算     | 通算   | 47 | –  | 34.9 | .423 | .118 | .826 | 1.6 | 6.5 | 0.7 | 0.0 | 14.2 |